# Stradanje crkvenih osoba u ratu u Bosni i Hercegovini
Tijekom Rata u Bosni i Hercegovini 1992.-1995. je stradalo više crkvenih osoba. Njihove smrti su učinjene u mržnji prema katoličkoj vjeri i hrvatskom narodu.

## Smrtno stradali
- vlč. Ivan Grgić, rođen 10. veljače 1962. u Duboševici u Baranji, od roditelja doseljenih iz Kotor Varoša. Ubijen je u noći između 7. i 8. studenoga 1992. u Gornjoj Ravskoj, gdje je bio kapelan. Ubojice – vojnici Republike Srpske – su ga najprije mučili, i potom ustrijelili s 50 metaka,[1]
- vlč. Petar Jurendić, rođen 4. siječnja 1939. u Pećniku. Kada je 1992. godine opljačkana i devastirana župna crkva u Mrkonjić Gradu, uhvaćen je i teško zlostavljen, i ubrzo potom umro u studenom 1992.,[2]
- vlč. Marko Šalić, rođen 29. svibnja 1934. u Trnu. Uhitile su ga srpske paravojne snage 31. svibnja 1992. i odvele u zatvor u Doboju. Iz zatvora otpušten nakon dva mjeseca, teško narušena zdravlja. Liječio se u Hrvatskoj i neko vrijeme pastoralno pomagao u Zagrebačkoj nadbiskupiji. Umro je naglo, od posljedica pretrpljenih zlostavljanja, 12. siječnja 1993., dok se nalazio kod rodbine u Frankfurtu na Majni.[3]
- fra. Alojzije Atlija, rođen 16. kolovoza 1915. u Staroj Rijeci. Umro 7. svibnja 1995. od posljedica zlostavljanja prilikom miniranja franjevačkog samostana na Petrićevcu,
- vlč. Filip Lukenda, rođen 1. svibnja 1943. u Barlovcima. Zapaljen i izgorio u župnoj kući u Presnačama 12. svibnja 1995. (Presnački mučenici),
- vlč. Ratko Grgić, rođen 25. svibnja 1944. u Varešu. Odveden 23. lipnja 1992. iz župnog ureda u Novoj Topoli, od tada mu se gubi svaki trag,
- vlč. Tomislav Matanović, rođen 15. siječnja 1962. u Prijedoru. Odveden 19. rujna 1995. skupa s roditeljima. Pronađen i pokopan,
- s. Cecilija Grgić, rođena 22. listopada 1952. u Dubravama. Zapaljena i izgorjela u župnoj kući u Presnačama 12. svibnja 1995. (Presnački mučenici).

## Vanjske poveznice
- Biskupska konferencija BiH, Osnovni podaci o Banjolučkoj biskupiji